# Ruta 921 (Costa Rica)
La Ruta 921, oficialmente Ruta Nacional Terciaria 921, es una ruta nacional de Costa Rica ubicada en la provincia de Guanacaste.

## Descripción
En la provincia de Guanacaste, la ruta atraviesa el cantón de Nicoya (el distrito de Nicoya).